# Igor Kirillov (militaire)
Pour les articles homonymes, voir Igor Kirillov et Kirillov.
Igor Anatolievitch Kirillov (en russe : Игорь Анатольевич Кириллов), né le 13 juillet 1970 à Kostroma (RSFS de Russie, URSS) et mort le 17 décembre 2024 à Moscou (Russie), est un officier russe.

## Biographie
À partir d'avril 2017, Igor Kirillov dirige les troupes de défense radiologique, chimique et biologique de la fédération de Russie.
Le 8 octobre 2024, le Royaume-Uni le sanctionne pour son rôle dans le déploiement d'armes chimiques en Ukraine et dénonce « le mépris flagrant de la Russie à l'égard de la Convention des armes chimiques ». Londres lui reproche également d'être « un porte-parole important de la désinformation du Kremlin, qui répand des mensonges pour masquer le comportement honteux et dangereux de la Russie ».
Le 17 décembre 2024 à 6 h du matin, il est tué par l'explosion d'une trottinette piégée, en sortant de son domicile du complexe résidentiel « Sreda » au 2/1 rue Riazansky (ru), en plein cœur de Moscou,. Son élimination est revendiquée le même jour par les services secrets ukrainiens. À la date de sa mort, il est le plus haut responsable russe tué depuis le début de l'invasion russe de l'Ukraine.